# Манеабан Те Маури
Манеабан Те Маури (кириб. Maneaban te Mauri, англ. Protect the Maneaba, дословно — «Защитите Манеабу») — ранее существовавшая политическая партия в Кирибати, объединившаяся с Национальной прогрессивной партией и Христианско-демократической партией.
На президентских выборах 4 июля 2003 года кандидат от партии Гарри Тонг получил 43,5 % голосов, оставив его брата Аноте Тонга с 47,4 % голосов. На выборах в законодательные органы, состоявшихся двумя месяцами ранее, партия получила 24 из 41 мест. На выборах в Палату собрания Кирибати 22 и 30 августа 2007 года партия получила только 7 мест.